# 吳家經
吳家經，清朝政治人物。江蘇青浦縣人。
吳家經為監生出身。乾隆三十一年（1766年）四月，署任湖南永順府龍山縣知縣。